# Stazione di San Zenone al Lambro
La stazione di San Zenone al Lambro è una fermata ferroviaria posta sulla linea Milano-Bologna.
È posta nel territorio comunale di San Zenone al Lambro, in località Villabissone, ed è molto vicina al centro abitato di Sordio. Il centro abitato di San Zenone dista invece 2 km.

## Storia
La fermata di San Zenone al Lambro fu attivata il 15 maggio 1931.

## Strutture ed impianti
La fermata conta due binari, uno per ogni senso di marcia, serviti da 2 banchine laterali collegate da un sottopassaggio.

## Movimento
La fermata è servita dai treni della linea S1 (Saronno-Milano-Lodi) del servizio ferroviario suburbano di Milano, eserciti da Trenord, con frequenza semioraria dalle 6 alle 24 tutti i giorni.